# Brieskow-Finkenheerd
Brieskow-Finkenheerd (pol. hist. Wrzesko) – gmina w Niemczech, w kraju związkowym Brandenburgia, w powiecie Oder-Spree, siedziba Związku Gmin Brieskow-Finkenheerd.